# La Virgen de las Barrikadas

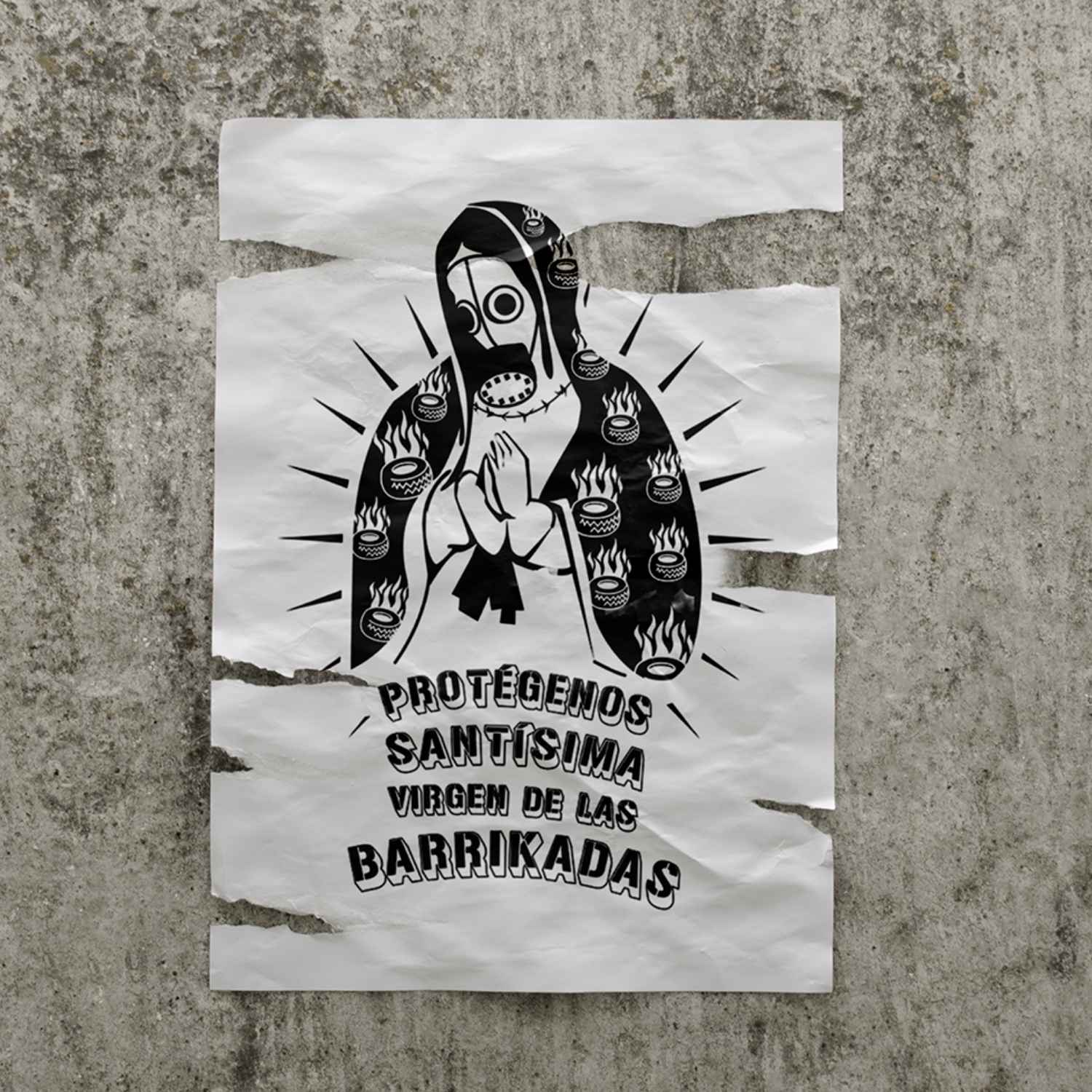
La Virgen de las Barrikadas, apareció en el espacio público de Oaxaca durante el conflicto político-social del 2006.

La Virgen de las Barrikadas es un símbolo de resistencia creado durante el movimiento social encabezado por la Asamblea Popular de los Pueblos de Oaxaca (APPO) en 2006. La imagen fusiona elementos tradicionales de la Virgen de Guadalupe con símbolos de resistencia urbana, como una máscara antigás y un manto decorado con llantas ardiendo. Esta figura se convirtió en un ícono de lucha y defensa popular frente a la represión.

## Historia
La Virgen de las Barrikadas surgió en el contexto de las protestas sociales en Oaxaca en 2006. Fue creada por el artista gráfico Eduardo Ramírez, conocido como "WONS", en colaboración con el colectivo de arte urbano BembaKlan, como respuesta simbólica a la represión vivida por el movimiento. Utilizando técnicas como el esténcil y el cartel, la imagen fue difundida en muros y diversos soportes visuales.

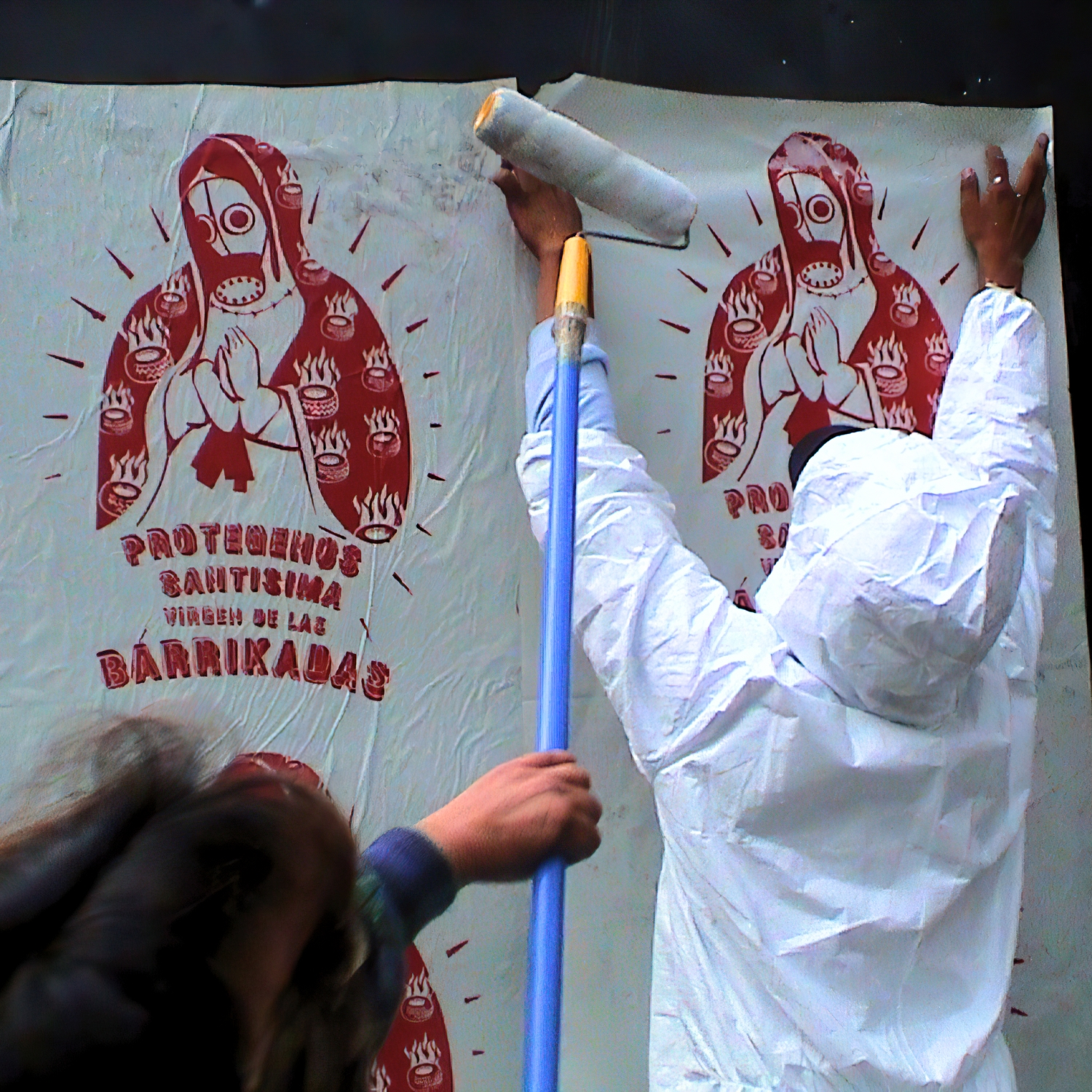
Integrantes de colectivo de arte urbano BembaKlan intervienen los muros con “La Virgen de las Barrikadas”, símbolo gráfico durante el movimiento social de Oaxaca en 2006. La imagen fusiona arte urbano y resistencia popular frente a la represión.

La figura fue presentada públicamente en 2007 durante la exposición Grafiteros al Paredón, organizada por el Instituto de Artes Gráficas de Oaxaca (IAGO). Desde entonces, ha sido reproducida en serigrafías, camisetas y materiales de protesta, consolidándose como un símbolo del arte político mexicano.

## Diseño e iconografía
La imagen toma como base la iconografía tradicional de la Virgen de Guadalupe, reinterpretada con elementos urbanos: una máscara antigás que representa la necesidad de protección, y un manto decorado con llantas encendidas en alusión a las barricadas. A sus pies se lee: “Protégenos, Santísima Virgen de las Barrikadas”, acentuando su carácter combativo.

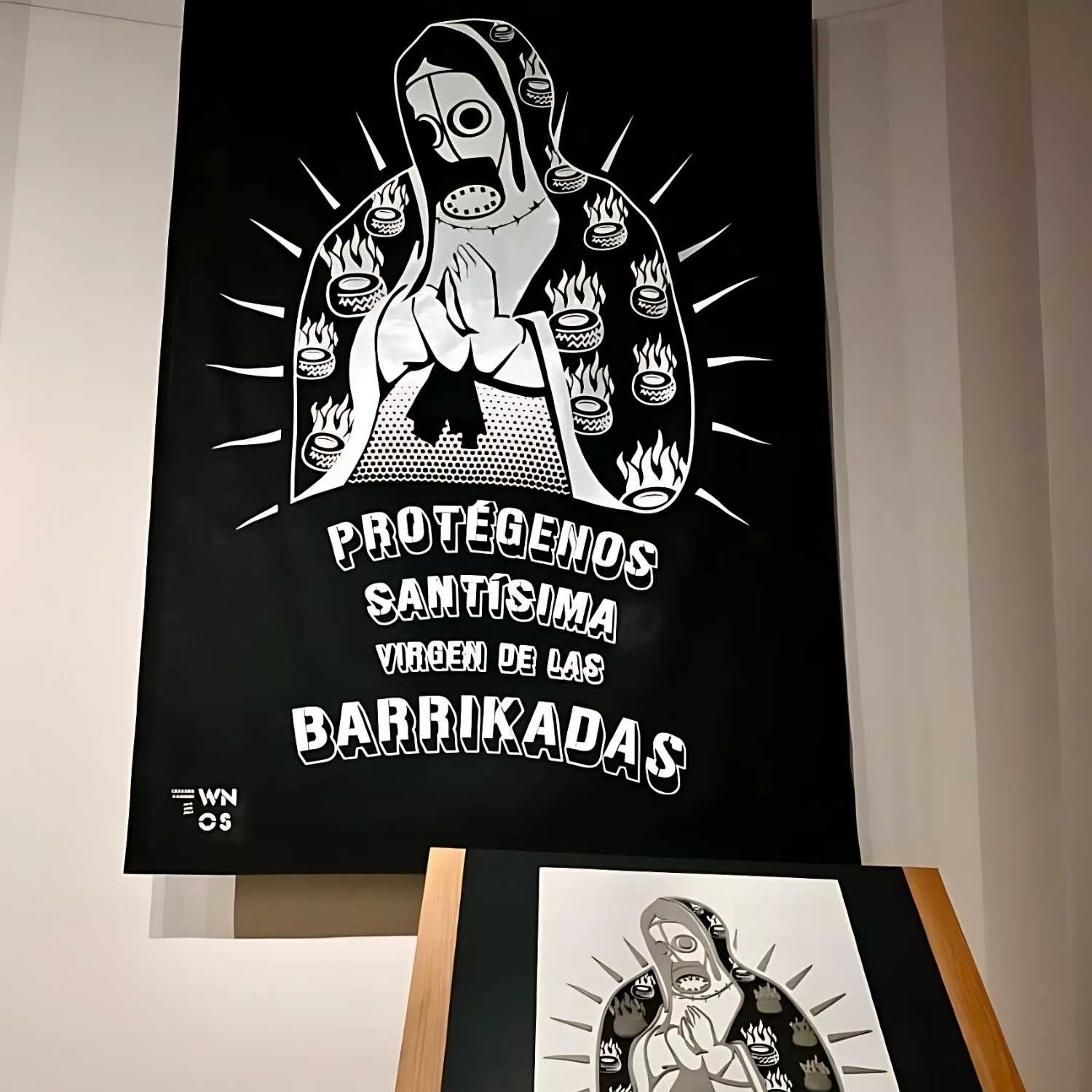
Inspirada en la tradición iconográfica de las vírgenes; La Virgen de las Barrikadas adquiere un nuevo significado en el contexto de la protesta social: un resguardo espiritual en medio del caos, un emblema de unidad y resistencia frente a la represión.

## Impacto y recepción
Aunque generó controversia por su apropiación de símbolos religiosos, la Virgen de las Barrikadas fue ampliamente adoptada por sectores del movimiento social, especialmente por la APPO. Su aparición en marchas, murales y manifestaciones le dio un papel destacado como símbolo de unidad y resistencia.
Su influencia trascendió el ámbito local. Durante el estallido social en Chile de 2019, apareció una versión reinterpretada con elementos de la cosmovisión mapuche y la frase: “Protégenos de todo mal gobierno”.

## Legado y arte de resistencia
Con el tiempo, esta imagen se ha consolidado como pieza emblemática del arte contestatario en México. Desde 2024, forma parte de la exposición permanente del Museo Vivo del Muralismo, en la sección Muralismos contemporáneos.

### Movimientos sociales y lucha popular
- Asamblea Popular de los Pueblos de Oaxaca
- Ocupación policiaco-militar de Oaxaca
- Lucha magisterial en México
- Othón Salazar Ramírez

### Arte y gráfica en México
- Arte urbano
- Arte contemporáneo en México
- Muralismo mexicano
- Taller de Gráfica Popular
- Cartelismo político
- Instituto de Artes Gráficas de Oaxaca

### Educación y espacios culturales
- Museo Vivo del Muralismo
- Centro Escolar Revolución